# فرودگاه یاراوونگا
فرودگاه یاراوونگا  (به انگلیسی: Yarrawonga Airport)  یک فرودگاه همگانی   است که یک باند فرود بتن/آسفالت دارد و طول باند آن ۱۱۴۳ متر است. این فرودگاه در  کشور استرالیا قرار دارد و در ارتفاع ۱۲۹ متری از سطح دریا واقع شده است.